# Buena Vista (Colorado)
Pour les articles homonymes, voir Buena Vista.
Buena Vista est une ville américaine située dans le comté de Chaffee dans le Colorado.

## Démographie
| 1880  | 1900  | 1910  | 1920 | 1930 | 1940 |
| ----- | ----- | ----- | ---- | ---- | ---- |
| 2 141 | 1 006 | 1 041 | 903  | 751  | 779  |

| 1950 | 1960  | 1970  | 1980  | 1990  | 2000  |
| ---- | ----- | ----- | ----- | ----- | ----- |
| 783  | 1 806 | 1 962 | 2 075 | 1 752 | 2 195 |

| 2010  | - | - | - | - | - |
| ----- | - | - | - | - | - |
| 2 617 | - | - | - | - | - |

Selon le recensement de 2010, Buena Vista compte 2 617 habitants. La municipalité s'étend sur 3,46 milles carrés (8,96 km2).

## Monuments
La Buena Vista Ranger Station est une ancienne station de rangers dans le centre de la localité. Construite vers 1937, elle est inscrite au Registre national des lieux historiques depuis le 2 mars 2022.